# Torden
Torden, tordenskrald eller tordenbrag er en lyd forårsaget af lyn. Afhængig af afstanden til lynet og lynets type kan tordenbraget lyde som alt fra en skarp piskelyd til en langstrakt buldring. Den pludselige tryk- og temperaturforøgelse langs lynkanalen skaber en hurtig udvidelse af luften. Denne udvidelse af luften skaber en sonisk chokbølge, som igen skaber tordenlyden.
Torden høres kun sjældent over 20 kilometer væk.

## Årsag
Mennesket har i mange årtusinder spekuleret over årsagerne til torden. Den første nedskrevne teorien er tilskrevet den græske filosof Aristoteles i det fjerde århundrede f.Kr. Disse tidlige teorier spekulerede i, at torden var forårsaget af skyer, der kolliderde med hinanden. Indtil midten af 1800-tallet var den udbredte teori, at lynet skabte et vakuum.
I løbet af 1900-tallet udviklede sig konsensus om, at torden må opstå ved en chokbølge i luften, grundet plasmaet i lynkanalens hurtige varmeudvidelse. Varmen inde i en lynkanal, målt gennem en spektralanalyse, varierer under dens 50 mikrosekunder lange levetid, med en skarp temperaturforøgelse fra 20.000 til 30.000 kelvin, før den gradvis synker til omtrent 10.000 kelvin. Gennemsnittet er omtrent 20.400 K (20.100 °C). Denne varme skaber en hurtig udvidelse, der rammer den omkringliggende koldere luft hurtigere end lydens hastighed. Den efterfølgende chokbølge er i princippet lig chokbølgen, der skabet af en eksplosion, eller et supersonisk brag.
Eksperimenter med simulerede lyn har ført til resultater, der stort set bekræfter denne model, selv om der fortsat er uenighed om de nøjagtige fysiske mekanismer i processen. Andre årsager har været præsenteret, og baseres på de elektrodynamiske effekter af den massive elektriske strøm gennem plasmaet i lynet. Tordenchokbølgen er tilstrækkelig for at forårsage skader, som indre hæmatom, på individer i nærheden.

## Etymologi
Ordet "torden" (fra olddansk thordyn) kommer fra tor-, af gudenavnet Thor (som igen er afledt af germansk *þunra), samt -den - afledt af norrønt dynr ("bulder", "drønn").

## Afstandsberegning
Et lynglimt og et tordenskrald med et par sekunders mellemrum viser, at lyd bevæger sig markant langsomme end lys. Ved hjælp af denne forskel i hastighed kan man estimere, hvor langt fra observationspunktet lynet er opstået, ved at måle tiden mellem lynets lysglimt og tordenlyden. Lydens hastighed i tør luft er omtrent 343 meter i sekundet ved 20 grader celsius. Det bruges derfor ofte en tilnærmelse på omtrent tre sekunder per kilometer for en beregning af lynets afstand til observationen. Går der således 6 sekunder mellem lysglimt og tordenbrag, var lynets således ca. 2 km fra observationspunktet.
Torden høres sjældent på over 20 kilometers afstand.